# Hemisphaerius celebensis
Hemisphaerius celebensis är en insektsart som beskrevs av Melichar 1906. Hemisphaerius celebensis ingår i släktet Hemisphaerius och familjen sköldstritar. Inga underarter finns listade i Catalogue of Life.